# ŽRK Podravka Koprivnica
ŽRK Podravka Vegeta ist ein Damenhandballverein aus der nordkroatischen Stadt Koprivnica. Das Namenskürzel “ŽRK” steht für “Ženski Rukometni Klub”, zu deutsch: Damenhandballverein, „Podravka“ ist der Hauptsponsor und „Vegeta“ ein Gewürzprodukt des Hauptsponsors. Frühere Namen des Vereins sind Ivo Marinković Koprivnica, RK Partizan und RK Podravka Koprivnica.

## Geschichte
Nach der Gründung unter dem Namen “Ivo Marinković Koprivnica” im Jahre 1955, wurde das erste Spiel in Koprivnica gegen Grafičar Bjelovar am 4. Dezember 1955 ausgetragen, Koprivnica siegte mit 7:4. Das erste offizielle Spiel fand am 1. April 1956 gegen Slavija Čakovec statt und endete mit 2:3. Zu beachten ist, dass damals noch Großfeldhandball gespielt wurde. Ab diesem Jahr spielte man in einer Regionalliga, im Kreis Varaždin, im selben Jahr wurde der Verein im September umbenannt in „RK Partizan“. Trainer wurde Vladimir Ščrbek.
1958 wurde ein neues Spielfeld in Koprivnica eröffnet, als Belag wurde rote Asche benutzt. 1960/61–1962/63 wurde RK Partizan Amateurmeister in Kroatien. Am 27. Juni 1964 gelang der Aufstieg in die erste jugoslawische Handballliga. Im September desselben Jahres änderte der Verein seinen Namen in „RK Podravka Koprivnica“, Hauptsponsor wurde die Nahrungsmittelkette „Podravka“ aus Koprivnica.
Am 22. August 1965 wurde das neu gebaute Spielfeld (Belag: Asphalt) mit Stadionbeleuchtung eröffnet. 1965/66 wurde man jugoslawischer Meister. Im Jahr darauf (1966/67) wiederholte man diesen Erfolg, ohne zu Hause auch nur einen Punkt abzugeben. Die Stadt wurde dadurch im ganzen Land bekannt, man nannte sie dann auch „die Stadt der Suppe und des Handballs“ (Podravka stellt im großen Stil Fertigsuppen her).
Es folgten in den weiteren Saisons noch gute Platzierungen, ehe 1971 der Trainer Josip Samaržija nach zehn erfolgreichen Jahren verabschiedet wurde. Im Folgejahr stieg man in die zweite Liga ab. Dort belegte man in der ersten Saison Rang drei. 1974/75 gelingt der Wiederaufstieg in die erste Liga.
Am 31. Mai 1975 wurde eine neue Schulsporthalle in Koprivnica eröffnet, sie wird auch gleichzeitig neue Heimat des Handballvereins. Im Jahre 1976 folgt der erneute Abstieg in die zweite Liga. Erst nach drei Jahren konnte man den Wiederaufstieg feiern. Nach dem erneuten Abstieg im Jahre 1981/82 dauerte es fast ein Jahrzehnt, bevor man 1989/90 wieder in die erste Liga aufstieg. Auch kehrte in diesem Jahr nach 18 Jahren der Meistertrainer Josip Samaržija zurück zum Verein. Sein Co-Trainer wurde Mato Matijević. Die Saison war auch die letzte in der jugoslawischen Liga, nach dem Zerfall des Balkanstaates wurde der Spielbetrieb wegen des Bürgerkrieges erst wieder 1992 aufgenommen. In dieser Saison, der ersten in der selbständigen kroatischen Liga, belegte man Platz drei.
Danach begann die zweite glanzvolle Zeit des Vereins. Ab der Saison 1992/93 wurde man bis zur Saison 2002/03 jeweils Meister und Pokalsieger. In der Saison 2003/04 wurde man Pokalsieger, 2004/05 wieder Meister und Pokalsieger. Auch gewann der Verein 1996 den Europapokal der Landesmeister und den Europäischen Supercup. In der Kroatischen Liga bestritt man seit der Unabhängigkeit (Zeitraum 1991–2000) 217 Ligaspiele, von denen man 204 gewann, vier Spiele endeten unentschieden, und neun Spiele verlor man.
Ab der neuen Saison 2008/09 startete eine neue Regionale Handball-Liga (Women’s Regional Handball League) mit acht Teams aus dem weiteren Einzugsbereich der Adria.

## Senioren
Das Seniorenteam bildeten ehemalige Spielerinnen. In der Stadt Umag in Istrien findet jedes Jahr ein Turnier statt, an dem Seniorenteams antreten, der „Seniorencup“. Die Senioren von „Podravka“ nehmen an diesem Wettbewerb seit 1976 teil. Während des Bürgerkrieges fand der Wettbewerb nicht statt, erst 1993 wurde er in Kroatien wieder aufgenommen. Sieger wurde man in den Jahren 1976 und 1977 sowie in Kroatien in den Jahren 1994–1998. Im Jahre 1999 wurde man Zweiter und bekam als Sonderauszeichnung das Wappen der Stadt Umag als erfolgreichstes Seniorenteam in den letzten 30 Jahren.

## Erfolge
- Amateurmeister Kroatien: 1962 & 1963
- Jugoslawischer Meister: 1966 & 1967
- EHF Champions League: 1996
- EHF Champions Trophy: 1996
- Kroatischer Meister: 1993–2003, 2005–2013, 2015–2019, 2021, 2024, 2025
- Kroatischer Pokalsieger: 1993–2004, 2006, 2008–2013, 2015–2017, 2019, 2022–2025
- Women’s Regional Handball League: 2008/09

## Fans
Der Fanclub nennt sich „Red Roosters“ und wurde am 9. März 2002 in Zusammenhang mit dem Verein RK Podravka gegründet.

## Halle
Die Sporthalle von Koprivnica befindet sich am Trg Slobode 7 (Freiheitsplatz Nr. 7). Das offizielle Fassungsvermögen beträgt 2200 Zuschauer. Die Tribüne befindet sich auf einer Seite der Halle. Außer vom Handballverein wird die Halle auch von der Realschule sowie von anderen Sportvereinen aus Koprivnica genutzt.